# Gai Valeri Pudent
Gai Valeri Pudent (llatí: Gaius Valerius Pudens) va ser un polític i militar romà de finals del segle ii i començament del segle iii.

## Biografia
Valerius Pudens era originari de Cuicul, actual Djémila, Algèria.
Quan Septimi Sever es va proclamar emperador l'any 193, durant la confusió que va seguir a l'assassinat de Pèrtinax, Pudent ostentava el càrrec de governador de la província romana de la Pannònia Inferior, establert a la capital de la regió, Aquinqum (actual Budapest). Com era norma en les províncies que només tenien una legió en el territori, Pudent era també el Legatus Legionis de la Legió II Adiutrix Pia Fidelis. Les inscripcions de l'època ens donen a entendre que Pudent era un home fortament religiós, ja que estan dedicades als déus de la seva província, a Fortuna i a Minerva.
Pudens va fer costat a Septimi Sever en la seva lluita per assolir el poder i per això fou nomenat Cònsol sufecte el 197 i governador de la Germània Inferior, un cop l'usurpador Clodi Albí va ser vençut a la batalla de Lugdúnum.
Més tard, al voltant del 202 o 203, el mateix Septimi Sever el va nomenar governador de Britànnia, on serví fins al 205-206.
Una inscripció al fort de Bainbridge anota la construcció de noves barraques sota el seu mandat, probablement en connexió amb noves revoltes per part dels Brigants.
La seva carrera política va culminar amb el nomenament com a governador de la província de l'Àfrica el 210-211, per part de l'emperador Caracalla.